# إلينور سي. بريسلي
إلينور كروكت بريسلي (بالإنجليزية: Eleanor C. Pressly)‏ (ولدت عام 1918 –توفيت في العاشر من أيار عام 2003) هي عالمة رياضيات أمريكية ومهندسة طيران في برنامج صاروخ التجارب في مركز غودارد لرحلات الفضاء بوكالة ناسا.

## حياتها المبكرة
وُلدت إلينور كروكيت بريسلي في دو ويست، في ولاية كارولاينا الجنوبية ، وهي الابنة الوحيدة لـ سامويل أنيو بريسلي وجورجيا كروكيت بريسلي. وحصلت على درجة البكالوريوس من كلية إرسكين عام 1938، ثم نالت شهادة الماستر في الرياضيات من جامعة ديوك سنة 1943.

## مسيرتها المهنية
خلال فترة الحرب العالمية الثانية، درّست بريسلي مادة الرياضيات لطلاب سلاح الجو في كلية وينثروب ، وعملت في مختبر أبحاث الراديو في جامعة هارفرد. وبعد انتهاء الحرب، أصبحت بريسلي رياضية ومهندسة في أبحاث الطيران في المختبر الأميركي للأبحاث البحرية ، كما كانت عضواً في جمعية الصواريخ الأميركية.
أشرفت بريسلي على إطلاق الصواريخ من وايت ساندس  وحصن تشرشل في مانيتوبا. حيث أوضحت في إحدى المقابلات عام 1957: “لا يهم عدد المرات التي أشاهد فيها هذا الحدث، لن أستطيع نسيان المتعة التي تصيبني عند إطلاق الصواريخ”.
نُقلت بريسلي إلى مركز غودارد بعد افتتاحه بوقت قصير عام 1958، وكانت رئيسة قسم المركبات في دائرة تجارب الصواريخ ودمج المركبات الفضائية، حيث كانت مسؤولة عن إطلاق المسابر في غلاف الميزوسفير. فكانت مسؤولة عن تطوير صاروخ Aerobee Jr، وشاركت في تطوير صاروخ Aerobee–Hi 150، وأشرفت على تصميم صاروخ Aerobee Hi 150 A، وجميعها صواريخ تجارب استخدمت خلال فترة السنة الجيوفيزيائية الدولية (1957–1958). وعندما تحدّث جيمس إيدوين ويب إلى الاتحاد الفيدرالي لنوادي النساء عام 1962، ذكر اسم بريسلي باعتبارها واحدة من النساء اللواتي تقلدن مناصب حساسة في وكالة ناسا.
وفي عام 1963، كانت بريسلي واحدة من 6 أشخاص استلموا جائزة الاتحاد النسائي، والممنوحة للموظفين الذين قدموا إسهامات هامة لبرنامج الاتحاد. وفي عام 1964، دعت ليدي بيرد جونسون السيدة بريسلي إلى البيت الأبيض مجدداً لتشاركها غداء عمل، وتتحدثا سوية عن النساء في برنامج الفضاء. وفي عام 1966، ترأست بريسلي لجنة في مؤتمر الصواريخ الباليستية غير الموجهة، في إل باسو بولاية تكساس. وفي عام 1981، حصلت على جائزة ماري ميلدريد سوليفان من رابطة خريجي إرسكين.

## مؤلفاتها
من مؤلفاتها “الحساب باستخدام عداد غايغر” (مراجعة في الأجهزة العلمية 1949، مع هومر إي. نيويل) ، و”تقرير بحث الغلاف الجوي العلوي رقم 21، ملخص عن إطلاق الصواريخ البحثية في الغلاف العلوي” ، و”دراسة عن مقياس طيف الكتلة للغلاف الجوي العلوي” (1954، مع جون دبليو. تاونسيند جونيور وإيديث بي. ميدوز). بالإضافة إلى “صواريخ التجارب المستقبلية” (1958، مع نيويل وتاونسيند) ، و”صاروخ أيروبي” (1958، مع تاونسيند وجيمس فان ألين) ، و”صواريخ التجارب كأداة للأبحاث الجامعية” (ناسا، كانون الثاني سنة 1962).

## حياتها الشخصية
توفت بريسلي في روكفيل في ولاية ماريلاند عام 2003، حيث بلغت من العمر قبل وفاتها 84 عاماً.